# Alfred Hoche

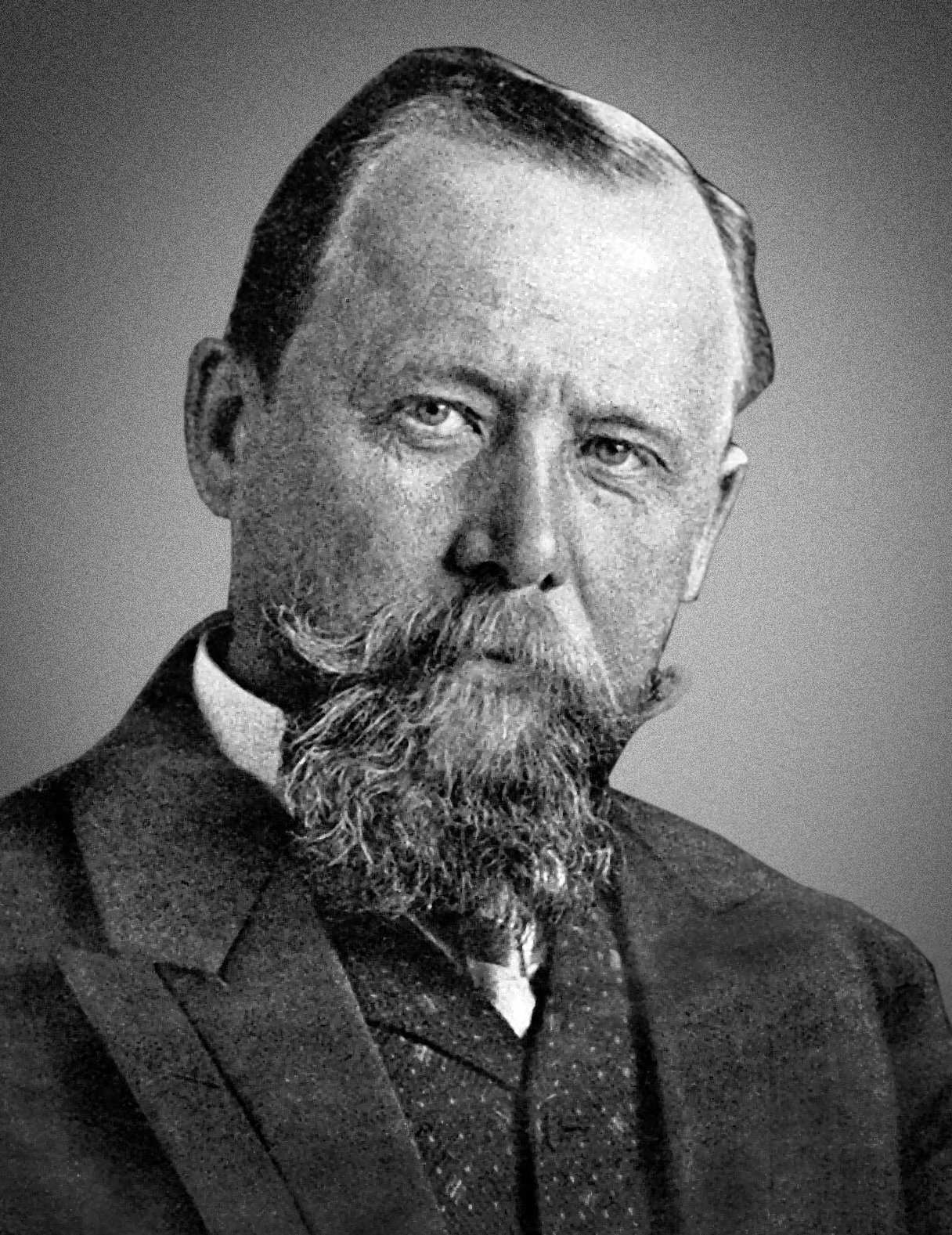
Alfred Erich Hoche (vor 1923)

Alfred Erich Hoche (* 1. August 1865 in Wildenhain; † 16. Mai 1943 in Baden-Baden) war ein deutscher Psychiater sowie Neuroanatom und Neuropathologe. Er profilierte sich als Kritiker Emil Kraepelins und Sigmund Freuds. Vor allem aber ist er als Mitverfasser der Schrift über Die Freigabe der Vernichtung lebensunwerten Lebens (1920) bekannt, durch die er als einer der Wegbereiter der Krankenmorde in der Zeit des Nationalsozialismus gilt.

## Leben

### Herkunft und Familie
Alfred E. Hoche wurde in eine evangelische Pfarrersfamilie geboren. Sein Vater Ernst August Rudolph Hoche (1819–1879) war Pfarrer in Wildenhain bei Torgau, später in Bretleben, Neisse und Egeln. Seine Mutter, Mathilde von Renouard, zweite Ehefrau von Ernst Hoche, war die Tochter des preußischen Generalmajors Maximilian von Renouard (1797–1883). Mathildes Ururgroßvater Franz von Renouard (1710–1796), ein preußischer Hofrat, war Direktor der französischen Kolonie in Potsdam. Alfred Hoche war Enkel des Superintendenten und Historikers Johann Gottfried Hoche (1762–1836) und Neffe der Schriftstellerin und Revolutionärin Louise Aston, geb. Hoche (1814–1871). Alfred Hoche hatte eine Schwester und Halbgeschwister aus der ersten Ehe seines Vaters, die auch in der Pfarre lebten. Über Eulalie Merx, geb. Hoche (1811–1908), eine weitere ältere Schwester seines Vaters, war Alfred Hoche weitläufig verwandt mit Ernst Ruska (1906–1988), Nobelpreisträger für Physik 1986.
Alfred Hoche war verheiratet mit Hedwig Goldschmidt (1875–1937), Tochter von Siegfried S. Goldschmidt (1844–1884), Professor für orientalische Sprachen und Sanskrit in Straßburg, und dessen Ehefrau Anna Meyer. Das Ehepaar hatte einen Sohn, Ernst Hoche (1896–1914), der im Ersten Weltkrieg als kriegsfreiwilliger Primaner in Nordfrankreich fiel.
Nachdem man ihn mit acht Jahren aus der Volksschule genommen hatte, bereitete ihn sein Vater zusammen mit einem gleichaltrigen Pensionär auf das Gymnasium vor. Im Alter von zwölf Jahren trat er mit einem Stipendium in die Untersekunda der Klosterschule Roßleben ein, damals eine staatlich beaufsichtigte Stiftung der Familie von Witzleben, aus der eine Urgroßmutter von Hoche stammte.

### Studium und Karriere
Nach dem Abitur entschied sich Hoche für ein Studium der Medizin. Ab dem Wintersemester 1882/83 studierte er zunächst in Berlin, wo er Vorlesungen u. a. bei dem Mediziner und Physiologen Emil Heinrich Du Bois-Reymond und dem Physiologen und Physiker Hermann von Helmholtz hörte und wo er das Physikum absolvierte. Danach ging Hoche nach Heidelberg. Dort nahm ihn sein älterer Vetter Adalbert Merx (1838–1909), Sohn der erwähnten Eulalie Merx und Professor für Orientalistik, unter seine Fittiche. Hoche arbeitete bei dem Anatomen Carl Gegenbaur, dem Pathologen Julius Arnold und dem Neurologen Wilhelm Heinrich Erb. Nach vier Semestern schob Hoche ein neues Berlin-Semester ein, um bei Karl Schroeder zu studieren und Gynäkologe zu werden. Nach dem überraschend frühen Tod Schroeders kehrte Hoche nach Heidelberg zurück.
Nach dem 1888 bestandenen Staatsexamen und der Promotion trat er dort eine Assistentenstelle bei Theodor von Dusch in der Luisenheilanstalt, der Universitäts-Kinderklinik und Medizinischen Poliklinik, an. Um Weihnachten 1889 erreichte die große Influenza-Welle die Stadt. Von Dusch starb 1890 an einer Influenza-Pneumonie. Nach dem Tod seines Mentors bot ihm der Neurologe und Psychiater Carl Fürstner eine Stelle an der Heidelberger Irrenanstalt an. Hoche selbst sah sich aber eher noch als Schüler Wilhelm Erbs. Damit begann der mehr als vier Jahrzehnte umfassende Weg Alfred Hoches im Bereich der Psychiatrie. Mit Fürstner ging Hoche 1890 an die Kaiser-Wilhelm-Universität nach Straßburg, wo er sich 1891 für das Fach Psychiatrie habilitierte wurde und ab 1899 als außerordentlicher Professor wirkte. 1902 wurde er zum Direktor der neu eingerichteten psychiatrischen Klinik und Ordinarius für Psychiatrie an die Universität Freiburg berufen. In Straßburg lernte Hoche seine Frau kennen, die Jüdin war. Im Mai 1933 wurde Hoche im Alter von 68 Jahren emeritiert; 1935 zog er nach Baden-Baden.

### Politische Aktivitäten
Politisch war er stets national und konservativ eingestellt. Er war aktives Mitglied der Deutschen Vaterlandspartei und in Baden ihr Vorsitzender. Auf der ersten öffentlichen Sitzung in Heidelberg, am 21. Oktober 1917, hielt Hoche den Hauptvortrag „über die Aufgaben und Ziele der Vaterlandspartei“.

### Ruhestand und Tod
In seinem Ruhestand schrieb Hoche nur noch belletristische Bücher. Angeblich hatte er sich von allen psychiatrischen Fachbüchern getrennt. 1934 publizierte er in München seine Memoiren unter dem Titel „Jahresringe. Innenansichten eines Menschen.“ Seine Frau verstarb 1937.

Am Abend des 13. Mai 1943 besuchte Hoche im Kreis von Freunden ein Schubert-Konzert in Baden-Baden, ging aber vorzeitig nach Hause, weil er sich nicht wohl fühlte. Am nächsten Morgen fand ihn seine Hausdame bewusstlos in seinem Bett. Er starb am 16. Mai 1943, ohne das Bewusstsein wiedererlangt zu haben. In Nachrufen wurde als Todesursache ein Schlaganfall genannt. Jedoch gibt es Hinweise, dass sich Hoche, der einstmals den Begriff Bilanzselbstmord geprägt hatte, sich selbst durch Vergiftung das Leben nahm. So soll es einen Brief an die Hinterbliebenen gegeben haben, der die Selbsttötung bestätigte. Auch manche Nachrufe sind ambivalent formuliert. So hebt Max Nonne hervor, man habe Hoche tot im Bett gefunden, „keine Spur von gewollter Einwirkung.“ Und Robert Gaupp berichtet: 

„Wohl hatte er in den letzten Wochen seines langen und reichen Lebens ein gewisses Nachlassen seiner Kräfte empfunden, und ein mir Ende März zugegangener Brief zeigte mir erstmals eine gewisse Veränderung seiner sonst immer gleichmäßigen Schriftzüge. Er hatte auch nach Mitteilung seiner Schwester selbst alle Vorbereitungen für den Fall seines Todes getroffen. […] So ist dem Manne, der sich so oft mit dem Problem des Sterbens und des Todes beschäftigt hat, ein langes Kranksein erspart geblieben; wir dürfen annehmen, daß ein gütiges Geschick ihn jäher abberief, als er selbst es sich dachte, […]. Wenn er in einer seiner Dichtungen (Christus der Jüngling) schrieb:
‚Ich hoffe, wenn die letzten Schleier wehn,
Mit klarem Auge in das Nichts zu sehn',
so hat ihm das Schicksal diese Hoffnung nicht erfüllt.“

## Wirken

### Wissenschaftliche Positionen
Hoche arbeitete vor allem zur Anatomie, pathologischen Anatomie und Pathologie des Gehirns. Wichtig waren seine Arbeiten „Zur Lehre von der Tuberkulose des Zentralnervensystems“ (1888) und „Über Verlauf und Endigungsweise der Fasern des ovalen Hinterstrangfeldes im Lendenmark“ (1896), das seither als „Hochesches Bündel“ bekannt ist.
Psychiatrische Arbeiten hingegen hat Hoche kaum vorgelegt. Die Psychiatrie hatte ihm nie viel bedeutet. Allerdings profilierte er sich als Kritiker der psychiatrischen Formenlehre Emil Kraepelins. Bereits 1906 trug er auf der Münchner Tagung des Deutschen Vereins für Psychiatrie seine Kritik vor und traf damals noch auf eine breite Front der Ablehnung. Sechs Jahre später stieß er auf offenere Ohren. Auf Einladung des Deutschen Vereins für Psychiatrie referierte er „Über die Symptomenkomplexe in der Psychiatrie“. Dabei formulierte er eine konstruktivistische Kritik am Naturalismus und Universalismus der Kraepelinschen Krankheitskategorien, die er als „Glaubensfragen“, „dogmatische Angelegenheiten“ und „logisch-dialektische Fiktionen“ bezeichnete.

„Bestimmte Auffassungen entstanden, wuchsen rasch an Anhängerzahl, um dann quantitativ wieder abzuflauen. So trug die Gunst der psychiatrischen Meinung eine ganze Zeitlang die Paranoia, dann die Dementia praecox, heute das manisch-depressive Irresein. Jedesmal umfaßte für Einzelne der Begriff dann einen so großen Teil aller Seelenstörungen überhaupt, daß es für praktische Zwecke jedenfalls gleichgültig war, ob man sie so oder anders benannte. Umfang, Höhe und Tempo dieser Entwicklungswellen war abhängig von Köpfen und Schulen. […] Zugrunde liegt all diesen emsigen Bemühungen der unverwüstliche Glaube, daß es auch auf psychiatrischem Gebiete möglich sein müßte, besonders abgegrenzte, reine, einheitliche Krankheitsformen zu finden, ein Glaube, der aus der Analogie zur somatischen Medizin immer wieder Nahrung nimmt, ohne daß dabei daran gedacht wird, daß die Art der Beziehungen zwischen Symptom und anatomischem Substrat, wie sie hier und wie sie dort sind, untereinander gar nicht verglichen werden kann.“

Darüber hinaus demonstrierte Hoche empirische Widersprüche in der von Kraepelin postulierten spezifischen Beziehung zwischen Krankheitsursache, Hirnpathologie und klinischer Symptomatik. Zwar legte Hoche keine eigene Krankheitslehre vor, trug aber ähnlich wie zur gleichen Zeit Eugen Bleuler und Karl Jaspers zur psychiatrischen Theoriediskussion bei. Empirische Forschung provozierte die Vorstellung der „Symptomenkomplexe“ dagegen kaum, abgesehen vielleicht von Carl Schneiders Arbeiten zur Schizophrenie. „Die Dinge sind eben gegangen, wie sie es leider oft tun und wie Hoche es für seinen Fall vorausgesagt hat“, resümierte Oswald Bumke 1943, „zuerst allgemeine Ablehnung, dann eine Zone des Schweigens und allmählich die Äußerung ähnlicher Ansichten, zumeist ohne daß Hoches Name dabei erwähnt worden ist. Schließlich ist die Syndromenlehre so selbstverständlich geworden, daß von den Jüngeren kaum einer mehr einsehen wird, wieso ihrem Begründer ein Verdienst an ihr zukommen soll.“
Zugleich trat Hoche, der für seine sarkastische Rhetorik bekannt war, als Kritiker der damals neuen Lehre der Psychoanalyse Sigmund Freuds auf, die er als „morbide Doktrin“ und „Heilslehre für Dekadente, für Schwächlinge aller Arten“ abtat. Freud nannte Hoche umgekehrt einen „bösen Geist“. Außerdem beschäftigte sich Hoche mit der forensischen Psychiatrie, insbesondere mit der Stellung des Gutachters. Für seine Verdienste um die Zusammenarbeit von Juristen und Psychiatern verlieh ihm die juristische Fakultät der Universität Freiburg die Ehrendoktorwürde.
Nach seiner Emeritierung veröffentlichte Hoche ausschließlich Belletristisches, darunter die sehr erfolgreichen Erinnerungen Jahresringe. Bereits 1920 hatte er unter dem Pseudonym „Alfred Erich“ einen Zyklus von Sonetten unter dem Titel „Deutsche Nacht“ veröffentlicht.
Hoche bildete keine Schule, wozu ihm nach eigenem Eingeständnis die notwendigen Voraussetzungen fehlten: „Der Skeptiker kann Schüler haben, aber macht keine Schule.“ Oswald Bumke stellte jedoch fest, dass „die Entwicklung der Psychiatrie in den letzten 40 Jahren ohne Hoches kritisches Eingreifen so doch vielleicht nicht möglich gewesen“ sei. „Aber auch wenn er die Syndromenlehre nicht aufgestellt hätte, würde sich sein Name aus der Wissenschaft nicht fortdenken lassen. Er hat sich gelegentlich als die Bremse bezeichnet, die für die Sicherheit eines Fahrzeuges ja auch erforderlich sei...“ Zu seinen bekanntesten Schülern zählten Oswald Bumke, Walther Spielmeyer und, wenngleich weniger als Psychiater, Alfred Döblin. In einem Nachruf schrieb Kurt Beringer, sein Nachfolger als Leiter der Universitätsnervenklinik Freiburg, „mit grundlegenden Entdeckungen oder Fortschritten seines Faches sei sein Name nicht verknüpft.“

### Die Freigabe der Vernichtung lebensunwerten Lebens
Mit dem Namen Hoches wird inzwischen vor allem die Schrift Die Freigabe der Vernichtung lebensunwerten Lebens. Ihr Maß und ihre Form (1. Auflage 1920) verknüpft, die er gemeinsam mit dem Strafrechtswissenschafter Karl Binding verfasste. Während Binding die juristischen Fragen abhandelte, machte Hoche auf 17 Seiten „ärztliche Bemerkungen“, warum Ärzte zur Euthanasie berechtigt seien. Er plädierte für eine „Tötungsfreigabe“ unheilbar Kranker mit deren Willen und – wenn sie diesen nicht mehr äußern können – auch unter sehr engen Voraussetzungen ohne deren Willen, aber niemals gegen ihren Willen. Dabei entwickelte er nicht zuletzt ein volkswirtschaftliches Argument, dass die „geistig Toten“ eine unzumutbare wirtschaftliche und moralische Belastung bedeuteten:

„Die Anstalten, die der Idiotenpflege dienen, werden anderen Zwecken entzogen; soweit es sich um Privatanstalten handelt, muß die Verzinsung berechnet werden; ein Pflegepersonal von vielen tausend Köpfen wird für diese gänzlich unfruchtbare Aufgabe festgelegt und fördernder Arbeit entzogen; es ist eine peinliche Vorstellung, daß ganze Generationen von Pflegern neben diesen leeren Menschenhülsen dahinaltern, von denen nicht wenige 70 Jahre und älter werden.

Die Freigabe der Vernichtung lebensunwerten Lebens, Umschlag der zweiten Auflage von 1922

Die Frage, ob der für diese Kategorien von Ballastexistenzen notwendige Aufwand nach allen Richtungen hin gerechtfertigt sei, war in den verflossenen Zeiten des Wohlstandes nicht dringend; jetzt ist es anders geworden, und wir müssen uns ernstlich mit ihr beschäftigen. Unsere Lage ist wie die der Teilnehmer an einer schwierigen Expedition, bei welcher die größtmögliche Leistungsfähigkeit Aller die unerläßliche Voraussetzung für das Gelingen der Unternehmung bedeutet, und bei der kein Platz ist für halbe, Viertels und Achtels-Kräfte. Unsere deutsche Aufgabe wird für lange Zeit sein: eine bis zum höchsten gesteigerte Zusammenfassung aller Möglichkeiten, ein Freimachen jeder verfügbaren Leistungsfähigkeit für fördernde Zwecke. Der Erfüllung dieser Aufgabe steht das moderne Bestreben entgegen, möglichst auch die Schwächlinge aller Sorten zu erhalten, allen, auch den zwar nicht geistig toten, aber doch ihrer Organisation nach minderwertigen Elementen Pflege und Schutz angedeihen zu lassen – Bemühungen, die dadurch ihre besondere Tragweite erhalten, daß es bisher nicht möglich gewesen, auch nicht im Ernste versucht worden ist, diese von der Fortpflanzung auszuschließen.

[…]

Von dem Standpunkte einer höheren staatlichen Sittlichkeit aus gesehen kann nicht wohl bezweifelt werden, daß in dem Streben nach unbedingter Erhaltung lebensunwerter Leben Übertreibungen geübt worden sind. Wir haben es, von fremden Gesichtspunkten aus, verlernt, in dieser Beziehung den staatlichen Organismus im selben Sinne wie ein Ganzes mit eigenen Gesetzen und Rechten zu betrachten, wie ihn etwa ein in sich geschlossener menschlicher Organismus darstellt, der, wie wir Ärzte wissen, im Interesse der Wohlfahrt des Ganzen auch einzelne wertlos gewordene oder schädliche Teile oder Teilchen preisgibt und abstößt.

Ein Überblick über die oben aufgestellte Reihe der Ballastexistenzen und ein kurzes Nachdenken zeigt, daß die Mehrzahl davon für die Frage einer bewußten Abstoßung, d. h. Beseitigung nicht in Betracht kommt. Wir werden auch in den Zeiten der Not, denen wir entgegengehen, nie aufhören wollen, Defekte und Sieche zu pflegen, solange sie nicht geistig tot sind; wir werden nie aufhören, körperlich und geistig Erkrankte bis zum Äußersten zu behandeln, solange noch irgendeine Aussicht auf Änderung ihres Zustandes zum Guten vorhanden ist; aber wir werden vielleicht eines Tages zu der Auffassung heranreifen, daß die Beseitigung der geistig völlig Toten kein Verbrechen, keine unmoralische Handlung, keine gefühlsmäßige Rohheit, sondern einen erlaubten nützlichen Akt darstellt.“

Damit griff Hoche vor dem Hintergrund einer von Degenerationslehre und Sozialdarwinismus geprägten Psychiatrie und im Zusammenhang mit der Rassenhygiene einerseits Überlegungen auf, die bereits Adolf Jost in seiner Schrift „Das Recht auf den Tod“ (1895) entwickelt und die vor allem vom Deutschen Monistenbund um Ernst Haeckel diskutiert wurden. Andererseits argumentierte er im Kontext nicht nur der Krisenstimmung nach dem verlorenen Ersten Weltkrieg, sondern auch der Erfahrungen einer Anstaltspsychiatrie, die angesichts der Lebensmittelknappheit während des Krieges und auch danach das „Hungersterben“ ihrer Patienten in Kauf nahm.
Das Werk stimulierte und prägte die Euthanasie-Debatte in der Weimarer Republik. Die Leser setzten die Argumentation ohne weiteres in Bezug zu den Erfahrungen der Kriegs- und Nachkriegszeit. Der Anstaltsleiter Johannes Bresler etwa meinte: „Es ist schwer zu entscheiden, ob dieser Traktat ein Katalog künftig anzuwendender Leitlinien oder aber lediglich eine quälende und vage Rechtfertigung bereits stattgefundener Ereignisse darstellt.“
Während von juristischer Seite die Vorschläge zur Sterbehilfe überwiegend zustimmend, die „Vernichtung lebensunwerten Lebens“ indes zurückhaltend aufgenommen wurde, stieß der Vorstoß unter der Ärzteschaft auf überwiegende – eine Ausnahme war etwa der Zwickauer Medizinalrat Gustav Boeters – und zum Teil entschiedene Ablehnung. Der Deutsche Ärztetag lehnte 1921 einen entsprechenden Antrag zur „gesetzlichen Freigabe“ der „Vernichtung lebensunwerten Lebens“ einstimmig gegen die Stimme des Antragstellers ab. Der Psychiater Eugen Wauschkuhn fragte 1922 polemisch: „Vielleicht ist es erlaubt zu fragen, wie lange unsere Menschheitsbeglücker ihre Hinrichtungen mit ärztlichem Henker nur auf Geisteskranke beschränken werden? Wann werden sie entdecken, dass Kriegsbeschädigte, Arbeitsinvaliden, Blinde, Taubstumme, Tuberkulöse und Krebskranke nicht produktiv genug sind?“
Am eingehendsten setzte sich Ewald Meltzer mit Bindings und Hoches Thesen auseinander. Er hielt die Tötung Schwerkranker auf Verlangen „für eine Pflicht gesetzlichen Mitleids“, lehnte aber die Tötung schwerverletzter Bewusstloser und „unheilbar Blödsinniger“ ab. Bemerkenswert war an Meltzers Arbeit aber auch, dass er eine Umfrage unter den Eltern und Vormündern von in seiner Anstalt untergebrachten, unheilbar „schwachsinnigen“ Kinder durchführte, bei der 73 % der 162 Antworten die Bereitschaft bekundeten, einer „schmerzlosen Abkürzung des Lebens Ihres Kindes“ zuzustimmen. Eine weitere Umfrage Meltzers unter evangelischen Theologen ergab ein widersprüchliches Bild. Allein der Landesbischof von Sachsen, Ludwig Ihmels, sprach sich entschieden gegen die „Euthanasie“ aus. Die katholische Kirche lehnte die „Vernichtung lebensunwerten Lebens“ einhellig ab.
Langfristig wirkte jedoch die Verwendung des Begriffs „Euthanasie“ für die aktive Tötung eines Kranken auch ohne seine Einwilligung. Gerade Hoche hatte semantisch Formulierungen des Nationalsozialismus vorweggenommen. Während der Zeit des Nationalsozialismus wurde propagandistisch besonders der ökonomische Aspekt rassenhygienischer Postulate betont, ohne freilich explizit von „Euthanasie“ zu sprechen. Meltzers Umfrage sollte in einem geplanten Film unter dem Titel „Dasein ohne Leben“ dazu dienen, die Morde an über 100.000 Menschen im Rahmen der Aktion T4 zu legitimieren. Gemäß der Lebenserinnerungen von Viktor Mathes, dem Leiter der Heil- und Pflegeanstalt Emmendingen, habe Hoche im Sommer 1940 in einem Gespräch mit ihm die Krankenmorde scharf kritisiert.

## Schriften
- Zur Lehre von der Tuberculose des Centralnervensystems. Heidelberg, Diss. med. 1888.
- Beiträge zur Kenntniss des anatomischen Verhaltens der menschlichen Rückenmarkswurzeln im normalen und im krankhaft veränderten Zustande '(bei der Dementia paralytica)'. [S. 1–46 erschien als Strassburger Habilitationsschrift 1891]. J. Hörnings, Heidelberg 1891.
- Die Frühdiagnose der progressiven Paralyse. Marhold, Halle 1896.
- Zur Frage der forensischen Beurtheilung sexueller Vergehen. Veit, Leipzig 1896.
- Über die leichteren Formen des periodischen Irreseins. Marhold, Halle 1897.
- Die Neuronenlehre und ihre Gegner. A. Hirschwald, Berlin 1899.
- Die Aufgaben des Arztes bei der Einweisung Geisteskranker in die Irrenanstalt. Marhold, Halle 1900.
- Die Freiheit des Willens von Standpunkte der Psychopathologie. Bergmann, Wiesbaden 1902 (Volltext).
- Die Differentialdiagnose zwischen Epilepsie und Hysterie. Hirschwald, Berlin 1902.
- Welche Gesichtspunkte hat der praktische Arzt als psychiatrischer Sachverständiger in strafrechtlichen Fragen besonders zu beachten?. Marhold, Halle 1902.
- Die Grenzen der geistigen Gesundheit. Marhold, Halle 1903.
- mit August Finger: Zur Frage der Zeugnisfähigkeit geistig abnormer Personen. Beigefügt: Aus der Praxis des Lebens. Marhold, Halle 1904.
- A. Cramer; A. Westphal; A. Hoche; R. Wollenberg (Bearb.); O. Binswanger & E. Siemerling Hgg.: Lehrbuch der Psychiatrie. 1904.
- Moderne Analyse psychischer Erscheinungen. Vortrag, gehalten auf der Versammlung deutscher Naturforscher und Ärzte zu Dresden am 16. Sept. 1907. Fischer, Jena 1907.
- Notwendige Reformen der Unfallversicherungsgesetze. Nach einem in Baden-Baden 1907 erstatteten Referat. Freiburg 1907.
- mit Gustav Aschaffenburg: Handbuch der gerichtlichen Psychiatrie. Hirschwald, Berlin 1909; 3. Auflage 1934.
- Die Melancholiefrage. Referat, erstattet auf der 40. Versammlung der südwestdeutschen Irrenärzte in Heilbronn am 6. November 1909. Barth, Leipzig 1910.
- Geisteskrankheit und Kultur. Eine akademische Rede. Speyer & Kaerner, Freiburg 1910.
- Dementia Paralytica. Deuticke, Leipzig 1912.
- Der Einzelne und seine Zeit. Speyer & Kaerner, Freiburg 1915.
- Vom Sterben. Kriegsvortrag gehalten an der Universität am 6. November 1918. Fischer, Jena 1919.
- mit Karl Binding: Die Freigabe der Vernichtung lebensunwerten Lebens. Ihr Maß und ihre Form. Meiner, Leipzig 1920; 2. Auflage 1922.
  - Reprint, hrsg. von Wolfgang Naucke: Die Freigabe der Vernichtung lebensunwerten Lebens. Ihr Maß und ihre Form (1920). BWV Berliner Wissenschaftsverlag, Berlin 2006, ISBN 3-8305-1169-8.
- Führende Psychiater in Selbstdarstellungen: Wladimir Bechterew August Forel Sigmund Freud, Alfred Hoche, Konrad Rieger. Meiner, Leipzig 1930.
- Gegenpsychoanalyse. Süddeutsch Monatshefte, München 1931.
- Schülerselbstmorde. Nach einem in der Freiburger Pädagogischen Gesellschaft gehaltenen Vortrag. Sonderabdruck aus: Deutsche Revue. März 1913.
- Der Einzelne und seine Zeit. Rede, gehalten bei der Jahresfeier der Freiburger Wissenschaftlichen Gesellschaft am 30. Oktober 1915. Speyer & Kaerner, Freiburg 1915.
- Krieg und Seelenleben. Speyer & Kaerner, Freiburg 1915.
- Seelische Massenerscheinungen im Kriege. DVA, Stuttgart 1916.
- Das Berufsgeheimnis des ärztlichen Sachverständigen. [S.l.] [1917].
- Die Psychologie der Neutralität. Speyer & Kaerner, Freiburg 1917.
- Die deutsche Heimatseele im Kriege. In: Die Universität Freiburg, ihrem Dr. med. h. c. Luise Großherzogin-Witwe v. Baden z. 80. Geburtstage 3. Dez. 1918… Poppen & Ortmann, Freiburg 1918.
- Politische Denkfehler. Vortrag, Dresden am 23. April 1918. Lehmann, Dresden 1918.
- Deutsche Nacht. Bielefeld, Freiburg 1920.
- Die Französische und die Deutsche Revolution. Fischer, Jena 1920.
- Der Tod der Gottlosen. Bielefeld, Freiburg 1923.
- Das träumende Ich. Fischer, Jena 1927.
- Geistige Wellenbewegungen. Rede, gehalten bei der Jahresfeier … am 13. Nov. 1923. Speyer & Kaerner, Freiburg 1927.
- Die Wechseljahre des Mannes. Springer, Berlin 1928.
- Schlaf und Traum. Ullstein, Berlin 1928.
- Christus, der Jüngling. Urban, Freiburg [1930].
- Gegen Psychoanalyse. Süddeutsche Monatshefte, München 1931.
- Das Rechtsgefühl in Justiz und Politik. Springer, Berlin 1932.
- Die Wunder der Therese Neumann von Konnersreuth. Lehmann, München 1933.
- Jahresringe. Innenansicht eines Menschenlebens. Lehmann, München 1934; zuletzt 1969.
- Aus der Werkstatt. Lehmann, München 1935.
- Vom Sinn des Schmerzes. Vortrag, Badener Neurologen-Versammlung am 4. Juli 1936. Lehmann, München 1936.
- Einer Liebe Weg. Reißner, Dresden 1936.
- Tagebuch des Gefangenen. Roman. Heyne, Dresden 1938.
- Die Geisteskranken in der Dichtung. Lehmann, München 1939.
- Straßburg und seine Universität. Ein Buch der Erinnerung. Lehmann, München 1939.